# البرهان القابضة
مجموعة البرهان القابضة، هي مجموعة شركات مقرها العراق، تساهم المجموعة في مختلف المشاريع التنموية والاقتصادية التي تشهدها البلاد وخاصة في مجال النقل، الخدمات الأمنية، خدمات الضيافة والبناء، بالإضافة إلى العديد من المجالات.
وقد حصلت مجموعة البرهان على العديد من الشواهد، الجوائز والرخص من عدة وزارة عراقية وذلك لدورها الأساسي والفعّال في إعادة بناء العراق وتطويره، كما تضع المجموعة خبرتها وتجربتها رهن إشارة جل المستثمرين الأجانب القادمين للعراق خاصة في الإرشاد المالي، المساعدة الاجتماعية وتبسيط المساطر الإدارية وذلك بهدف تشجيعهم على الاستثمار والعطاء.
تتكون مجموعة البرهان من شركة البرهان للطيران التي تقترح خدمات النقل الجوي والإغاثة الجوية، شركة البرهان للخدمات الأمنية والحماية إضافة إلى مركز البرهان الذي يقع بالقرب من مطار بغداد الدولي ويوفر خدمات الضيافة وقاعات للمؤتمرات.
تسعى المجموعة جاهدة لتكون مجموعة مواطنة، وذلك بمشاركتها في إعادة بناء العراق وتأهيله بعد الحرب، وذلك بمشاركتها في حملة «معاً نبني العراق»، وبالإضافة لتنظيمها للعديد من المشاريع الخيرية والاجتماعية عن طريق منظمة البرهان الخيرية.